# Engelswäsgeswiese
Koordinaten: 49° 47′ 46″ N, 7° 10′ 24″ O
Das Naturschutzgebiet Engelswäsgeswiese liegt im Landkreis Birkenfeld in Rheinland-Pfalz. Das etwa 46 ha große Gebiet, das im Jahr 1987 unter Naturschutz gestellt wurde, erstreckt sich nordwestlich der Ortsgemeinde Langweiler. Unweit nördlich verläuft die Landesstraße 160, östlich die Kreisstraße 52. Schutzzweck ist die Erhaltung des Bruches mit seinen Moorflächen als Standort seltener in ihrem Bestand bedrohter wildwachsender Pflanzen und Pflanzengesellschaften.